# Sinophorus nitidus
Sinophorus nitidus là một loài tò vò trong họ Ichneumonidae.